# Chorus (film)
Chorus is een Canadese film uit 2015, geschreven en geregisseerd door François Delisle. De film ging in première op 23 januari op het Sundance Film Festival in de World Cinema Dramatic Competition.

## Verhaal
Een echtpaar ziet elkaar terug voor de eerste keer na hun scheiding tien jaar geleden. Ze worden samengebracht omdat de resten van hun achtjarige zoon teruggevonden werden, 10 jaar na zijn verdwijning. Ieder heeft op zijn eigen manier het verlies verwerkt, Christophe door zich terug te trekken in eenzaamheid in een hut in Mexico en Irène door te zingen in een muziekkoor. Het onopgeloste mysterie van de verdwijning van hun zoon betekende ook de ondergang van hun relatie. 

## Rolverdeling
| Acteur           | Personage  |
| ---------------- | ---------- |
| Sébastien Ricard | Christophe |
| Fanny Mallette   | Irène      |
| Pierre Curzi     | Jérôme     |
| Genevieve Bujold | Gabrielle  |